# Estação Crimée
Crimée é uma estação da linha 7 do Metrô de Paris, localizada no 19.º arrondissement de Paris.

## Situação
A estação está localizada na avenue de Flandre, ao nordeste do cruzamento com a rue de Crimée.

## História
A estação foi inaugurada em 5 de novembro de 1910 com o lançamento da primeira seção da linha 7 entre Opéra e Porte de la Villette.
Ela leva o seu nome da rue de Crimée, situada nas proximidades, cujo nome comemora a Guerra da Crimeia (1855-1856).
Em 2011, 7 183 997 passageiros entraram nesta estação. Ela viu entrar 6 613 387 passageiros em 2015, o que a coloca na 48ª posição das estações de metrô por sua frequência.

Em 01 de abril de 2016, metade das placas de nome nas plataformas da estação foram substituídas pela RATP para fazer um dia da mentira por um dia, como em doze outras estações. Crimée foi humoristicamente renomeada como "Crimée Châtiment" em referência ao romance Crime e Castigo de Fiódor Dostoiévski.

## Serviços aos passageiros

### Acesso
A estação possui três acessos divididos em quatro entradas de metrô:
- Acesso 1: Avenue de Flandre (centro comercial): Duas escadas estabelecidas de lado a lado face ao nº 119, avenue de Flandre;
- Acesso 2: Caisse nationale d'assurance vieillesse: uma escada levando ao início do impasse de Joinville, sob o imóvel do nº 108, avenue de Flandre;
- Acesso 3: Rue Mathis: uma escada situada à direita do nº 2, rue Mathis, na esquina com a rue de Crimée e a avenue de Flandre; é ornado com uma edícula Guimard, que é objeto de uma inscrição como monumento histórico pelo decreto de 27 de maio de 1978.[4]

### Plataformas
Crimée é uma estação de configuração padrão: ela possui duas plataformas laterais separadas pelas vias do metrô e a abóbada é elíptica. A decoração é em estilo "Ouï-dire" amarelo: as faixas de iluminação, da mesma cor, são suportadas por consoles curvos em forma de foice. A iluminação direta é branca, enquanto que a iluminação indireta, projetada na abóbada, é multicolorida. As telhas em cerâmica brancas são planas e recobrem os pés-direitos, a abóbada e os tímpanos. Os quadros publicitários são de cor amarela e cilíndricos e o nome da estação é inscrito em fonte Parisine em placas esmaltadas. As plataformas são equipadas com assentos "coque", típicos do estilo "Motte", cuja tonalidade, passada do amarelo ao azul, rompe a uniformidade colorimétrica da decoração, bem como de bancos "assis-debout" prateados.

### Intermodalidade
A estação é servida pelas linhas 54 e 60 da rede de ônibus RATP e, à noite, pela linha N42 da rede Noctilien.

## Pontos turísticos
- Bassin de la Villette
- Canal de l'Ourcq
- O bairro comercial da Avenue de Flandre
- Théâtre des Artisans
- Cours Florent (sítios da rue Mathis e da rue Archereau)